# Say Uncle
Say Uncle (en Hispanoamérica: El Tío y en España: Llegó el Tito)  es el tercer episodio de la segunda temporada y de la serie de Cartoon Network Steven Universe. Es el quincuagésimo quinto episodio en general de la serie. Es un episodio especial de que 2 personajes del universo Cartoon Network se reúnen por esta vez de parte de la serie de Uncle Grandpa.
El episodio narra la historia de un pariente lejano de Steven llega a la Ciudad para poder analizar la Gema de su madre y ayudarlo a liberar su escudo. Y el Tío Grandpa/Tito Yayo ayuda a Steven, mientras que Las Crystal Gems les interrumpe el encuentro.

## Argumento
Steven esta en la mañana en la playa e intenta activar su escudo, pero en vez de eso activa su Burbuja, lo sigue intentando hasta que pide ayuda a alguien. En eso decenas de delfines chorrean hacia un agujero en el mar, de donde sale una concha gigante. De ella sale alguien vestido de Rose Cuarzo, pero resulta ser el famoso Tío Grandpa quien saluda a Steven con su famosa frase ¡Buenos Días!. Steven se emociona y pregunta cómo es que el Tío Grandpa esta ahí, y .éste dice (saliendo con Steven de la cuarta pared) que este episodio no es oficial. Steven le cuenta a Tío Grandpa su problema y que la última vez que lo intentó, quería salvar a sus amigos. Tío Grandpa deduce que para que Steven lo active, debe haber algo que tiene que haber algo de lo que Steven se deba proteger. Así que lo somete a un abeja-zuca, un arco de serpientes y a la abeja-zuca de nuevo.
Amatista resultó ver todo desde la casa y Perla le pregunta si ha visto a Steven, y esta asiente enseñándole cómo el Tío Grandpa está a punto de dispararle a Steven con el Rayo Destructivo de la Perdición, pero la Burbuja Escudo de Steven interviene. Las Gemas de Cristal llegan con Steven y le preguntan quien es el extraño, pero Steven dice que es el Tío Grandpa. Las Gemas no conocen al tío y las cabezas de todos salen del Tío Grandpa, Steven y las Gemas de Cristal hacia al espacio alrededor de la Tierra, Bolso Belly aclara a todos que Tío Grandpa es el tío abuelo de todos en el mundo.
Tras esto, Perla se vuelve loca por perder el orden de las cosas, Amatista traumatizada porque su cabeza aterrizó al revés y Garnet acaba en un breve shock, mientras que el Tío Grandpa y Steven regresan y se chocan los puños. La Gemas se reúnen y ven al Tío Grandpa como una amenaza para el mundo por sus poderes mágicos cambia realidad. Steven y Tío Grandpa huyen mientras que Bolso Belly abre un agujero de trama y Steven y Tío Grandpa acaban en las escenas en blanco fuera de serie. En eso, el dúo acaba en la serie de Tío Grandpa, y Steven acaba con éste en la Casa Rodante. Steven y Tío Grandpa se topan con Pizza Steve y éste se molesta porque hay 2 Steven a bordo. El Sr. Gus llega y dice que conoce a Steven y las Gemas de Cristal por conocer todos los individuos mágicos en diferentes multiversos y que él hasta hizo su Gemsona. El Tío Grandpa le cuenta al Sr. Gus el problema de Steven y éste está a punto de ayudar cuando Pizza Steve arruina el dibujo y el Sr. Gus lo persigue. Tío Grandpa y Steven esperan a que algo pase y en eso un gigante Tío Grandpa los succiona y se lleva a Steven, Tío Grandpa y Tigresa Voladora Gigante Realista dentro de un gigante Bolso Belly.
Las Gemas siguen corriendo a ningún lugar del agujero de trama y Perla se vuelve aún más loca. Pizza Steve aparece disfrazado de Steven como Pizza Steven Universe, pero Amatista lo devora y se pone sus lentes. A continuación, Garnet decide acabar con el episodio con un golpe en el suelo y destruye el agujero y se encuentran con Tío Grandpa y Steven tomando el té con León y Tigresa Voladora Gigante Realista. Las Gemas aún están dispuestas a acabar con Tío Grandpa y lo llaman monstruo, hiriendo sus sentimientos. Amatista toma desprevenido a Tío Grandpa y le dan una paliza. Al estar a punto de dar el golpe final, cuando Steven defiende a Tío Grandpa y activa al fin el escudo. Las Gemas y Steven entienden que el escudo se activa tratando de proteger a la gente y se dan cuenta de que el Tío G le preocupa. A continuación, Steven les dice que aunque nunca se hayan topado con alguien tan poderoso como Tío Grandpa, no deberían destruirlo sino conocerse tal y como lo hicieron Tigresa Voladora Gigante Realista y León. Perla llora y se disculpa con Tío Grandpa mientras que Amatista se pregunta si Pizza Steve le importaba a Steven.
Garnet le agradece al Tío Grandpa por la lección, Perla llora por lo que dijo Steven y este se monta en Tigresa Voladora Gigante Realista, mientras León se despide de ella soplando le hacia arriba. En el cielo, Tío Grandpa sale de la 4.ª pared y dice que uno no debe preocuparse por ser super raro como él mismo o Steven, y que siempre debes decir ¡Buenos Días!. El Tío Grandpa se dispone a seguir con su lista de niños (que son algunos personajes de Cartoon Network) y ve que el único que le falta es Clarence de Clarence. Al final, aparece el dibujo de Sr. Gus arruinado por Pizza Steve, que dice en memoria de Pizza Steve por ser comido por Amatista.

## Reparto
| Personaje                         | Actor original (EE.UU)    | Actor de doblaje (Hispanoamérica) | Actor de doblaje (España) |
| --------------------------------- | ------------------------- | --------------------------------- | ------------------------- |
| Steven                            | Zach Callison             | Leisha Medina                     | Isabel Valls              |
| Garnet                            | Estelle                   | Rocío Mallo                       | Gemma Ibáñez              |
| Amatista                          | Michaela Dietz            | Stefani Villarroel                | Meritxell Ané             |
| Perla                             | Deedee Magno Hall         | María José Estévez                | Anna Romano               |
| León                              | Dee Bradley Baker         | Henrique Palacios                 | N/A                       |
| Lars                              | Matthew Moy               | Ángel Lugo                        | Carlos Lladó              |
| Uncle Grandpa                     | Peter Browngardt          | José Gilberto Vilchis             | Juan Amador Pulido        |
| Pizza Steve                       | Adam DeVine               | José Arenas                       | David Hernán              |
| Señor Gus                         | Kevin Michael Richardson  | Salvador Reyes                    | Gabriel Jiménez           |
| Tigresa Voladora Gigante Realista | Sonidos de tigres y gatos | Sonidos de tigres y gatos         | Sonidos de tigres y gatos |

## Estrenos internacionales
Este episodio se estrenó el 2 de abril de 2015 en Cartoon Network, primero el 15 de noviembre de 2015 en Argentina y también el 24 de noviembre de 2015 en el resto de Latinoamérica por la cadena homónima latinoamericana, el 22 de noviembre de 2015 en España por la cadena de Boing.

## Errores
- Durante el Flashback de "Brillo de Gema" se puede observar el error en los colores de la estrella del atuendo de Garnet.
- Cuando Tío Grandpa y Steven ven llegar a Pizza Steve desaparecen las 40 o 50 casas rodantes.